# Juan de Montiel
Juan de Montiel (falecido em 23 de dezembro de 1657) foi um prelado católico romano que serviu como bispo de Santiago de Cuba (1655–1657).

## Biografia
Juan de Montiel nasceu em Ocón, Espanha. No dia 14 de maio de 1655, foi nomeado durante o papado do Papa Alexandre VII como Bispo de Santiago de Cuba. A 16 de julho de 1656, foi consagrado bispo por Francisco Diego Díaz de Quintanilla y de Hevía y Valdés, bispo de Antequera. A 30 de agosto de 1656, foi empossado como Bispo de Santiago de Cuba, onde serviu até à sua morte a 23 de dezembro de 1657.